# Amy Madigan
Amy Marie Madigan, född 11 september 1950 i Chicago i Illinois, är en amerikansk skådespelare.
Hon är gift med skådespelaren Ed Harris sedan 1983, de har en dotter tillsammans, Lily Dolores Harris, född 3 maj 1993.

## Filmografi (urval)
- 1984 – En plats i mitt hjärta
- 1984 – Streets of Fire
- 1985 – Twice in a Lifetime
- 1985 – Alamo Bay
- 1989 – Drömmarnas fält
- 1996 – Eves frestelser
- 2000 – Pollock
- 2005 – Winter Passing
- 2007 – Gone Baby Gone
- 2020 – Antlers
- 2020 – The Hunt
- 2026 – Weapons